# Rhynchortyx cinctus
El colín carirrufo (Rhynchortyx cinctus) es una especie de ave galliforme de la familia Odontophoridae y la única especie del género Rhynchortyx.
Vive en tierras bajas y bosques húmedos montañosos tropicales y subtropicales de Colombia, Costa Rica, Ecuador, Honduras, Nicaragua y Panamá.